# Talmarkt Bad Wimpfen
Koordinaten: 49° 13′ 54,8″ N, 9° 10′ 43,3″ O

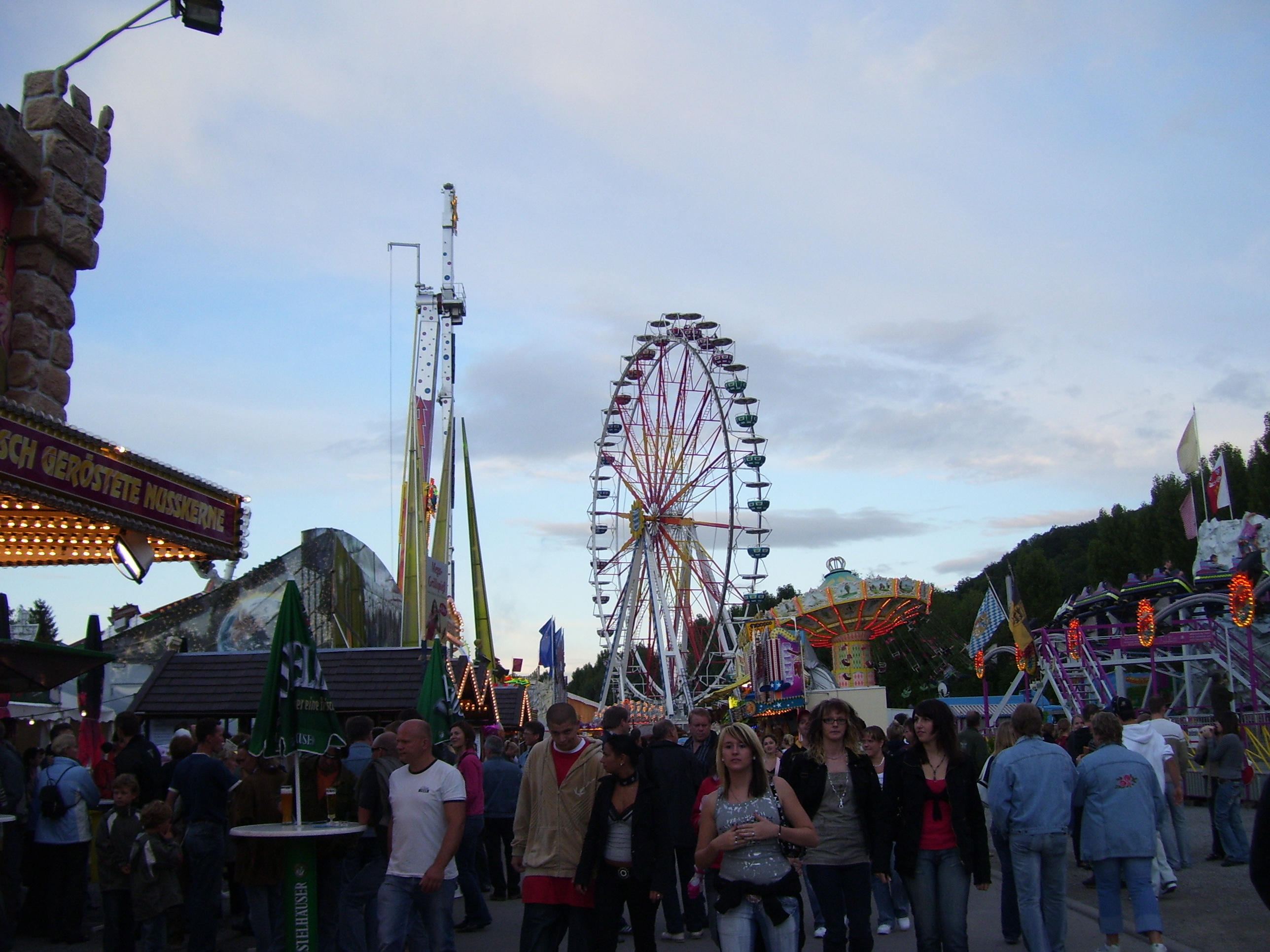
Talmarkt Bad Wimpfen am 2. Juli 2007 mit dem 44 Meter hohen Riesenrad

Der Talmarkt in Bad Wimpfen ist eines der ältesten Volksfeste in Deutschland. Er wird jährlich in Verbindung mit einem Krämermarkt gefeiert und hat eine über 1000-jährige Geschichte.

## Historische Entwicklung
Durch eine Urkunde von Kaiser Otto I. gelangte die Stiftskirche St. Peter in Wimpfen im Tal im Jahr 965 in den Besitz des Marktrechts  am Patroziniumsfest für St. Peter, am 29. Juni. Durch seine verkehrsgünstige Lage (bereits zur Römerzeit führte in Wimpfen eine Brücke über den Neckar) und seine politische Bedeutung blieb Wimpfen im Lauf der Geschichte ein bedeutender Marktflecken. Nach dem Bau der Pfalz Wimpfen im hohen Mittelalter überflügelte Wimpfen am Berg als Reichsstadt die Talsiedlung an Bedeutung und versuchte, den Markt von der Talsiedlung an sich zu ziehen. König Wenzel verlieh der Bergstadt daher im Jahr 1377 ebenfalls das Marktrecht auf St. Peter und Paul, was rund 100 Jahre dauernde Streitigkeiten zwischen Berg- und Talstadt nach sich zog, bevor die Bergstadt zugunsten der Talstadt auf den Markt verzichtete. Der Jahrmarkt findet inzwischen alljährlich am letzten Juniwochenende statt. Obwohl ein Krämermarkt weiterhin Bestandteil des Talmarkts ist, hat sich dieser in der jüngeren Vergangenheit überwiegend zu einem Volksfest mit Schank- und Fahrbetrieben gewandelt. Der Talmarkt wird im Jahr 2015 schon zum 1050. Mal veranstaltet.

## Aktuelle Situation
Der Talmarkt dauert üblicherweise sechs Tage (Donnerstag bis Dienstag); da Peter und Paul (29.06.) innerhalb der Marktdauer liegen muss, kann es vorkommen, dass die Dauer durch Hinzunahme des Mittwochs auch sieben Tage beträgt (z. B. 2022 vom 29.06. bis 05.07.). Neben dem Krämermarkt verfügt der Talmarkt auch über einen umfangreichen Vergnügungspark. So waren im Jahr 2007 ein 44 Meter hohes Riesenrad, ein Turboforce, ein Frisbee, eine kleine Achterbahn und ein Space Roller aufgestellt. In vergangenen Jahren war sogar das auch auf dem Oktoberfest in München aufgestellte 50 Meter hohe Riesenrad anwesend. Am Wochenende läuft im Festzelt die Musik bis 2 Uhr, was ungewöhnlich ist, da der Talmarkt in unmittelbarer Nähe von Wohnhäusern und der Stiftskirche stattfindet. Traditionell finden während des Talmarkts auch zwei Feuerwerke am Neckarufer statt.

## Bilder

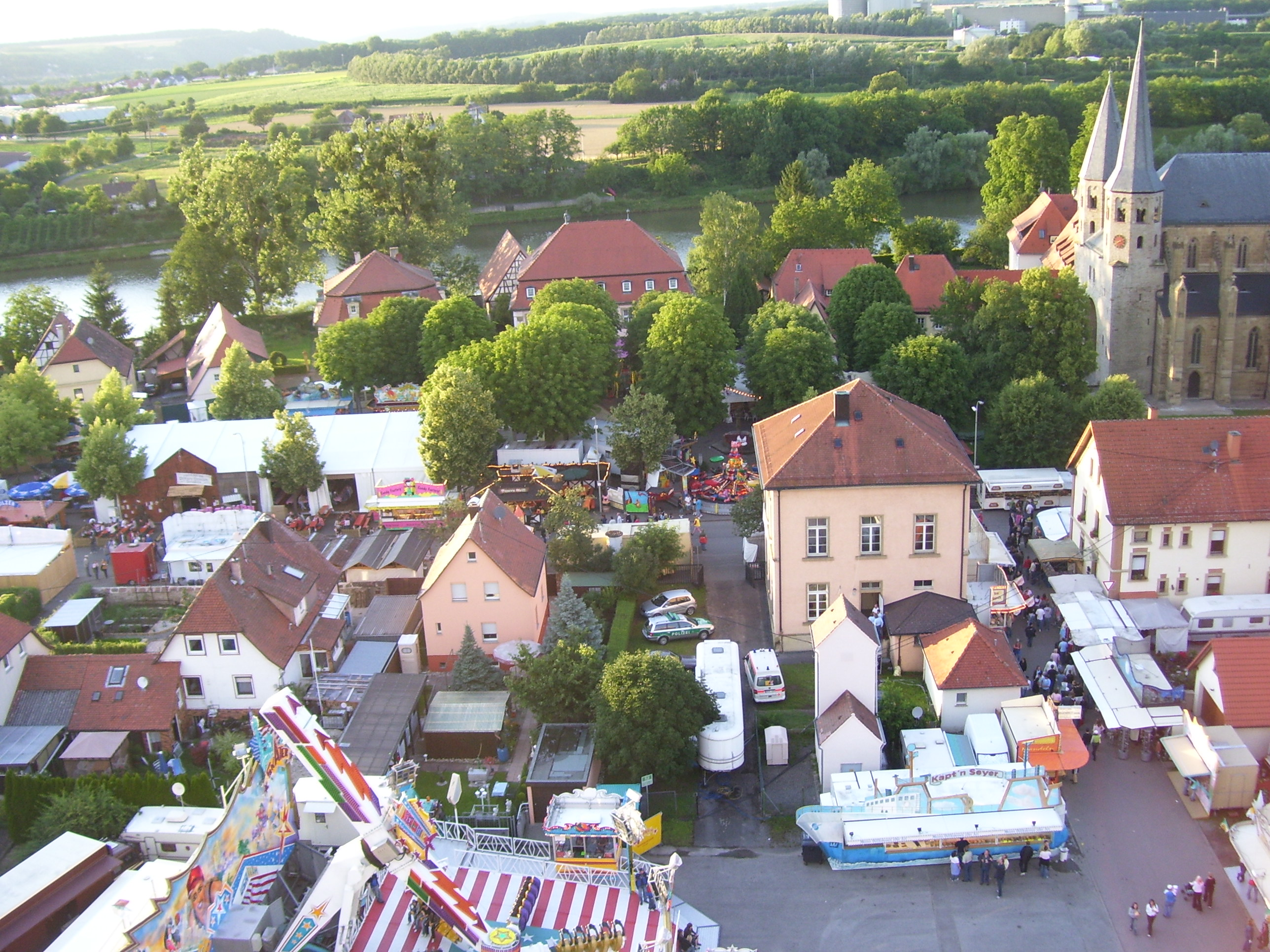
Der Talmarkt Bad Wimpfen am 2. Juli 2007 vom Riesenrad aus gesehen
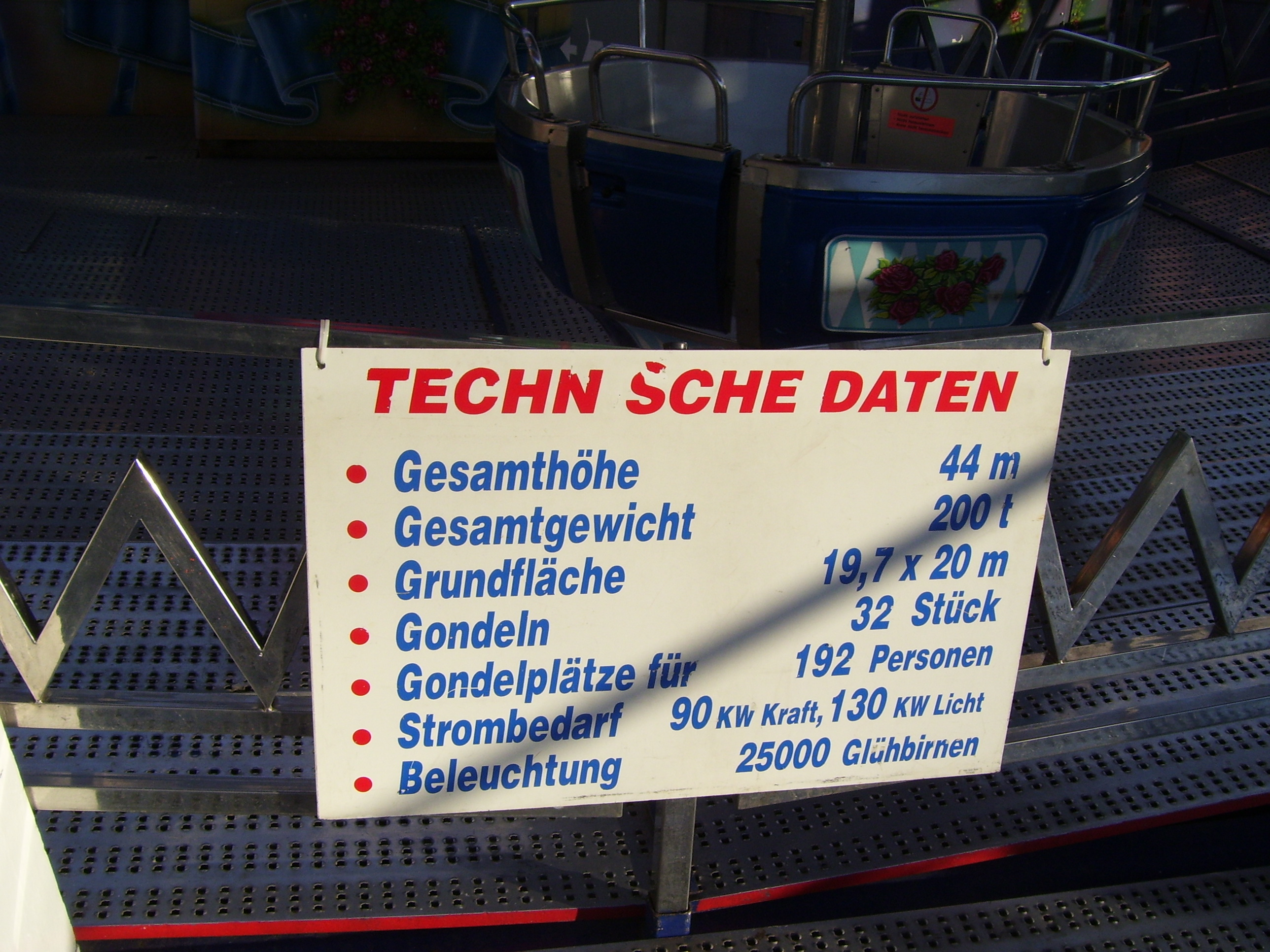
Technische Daten des Riesenrads auf dem Talmarkt 2007
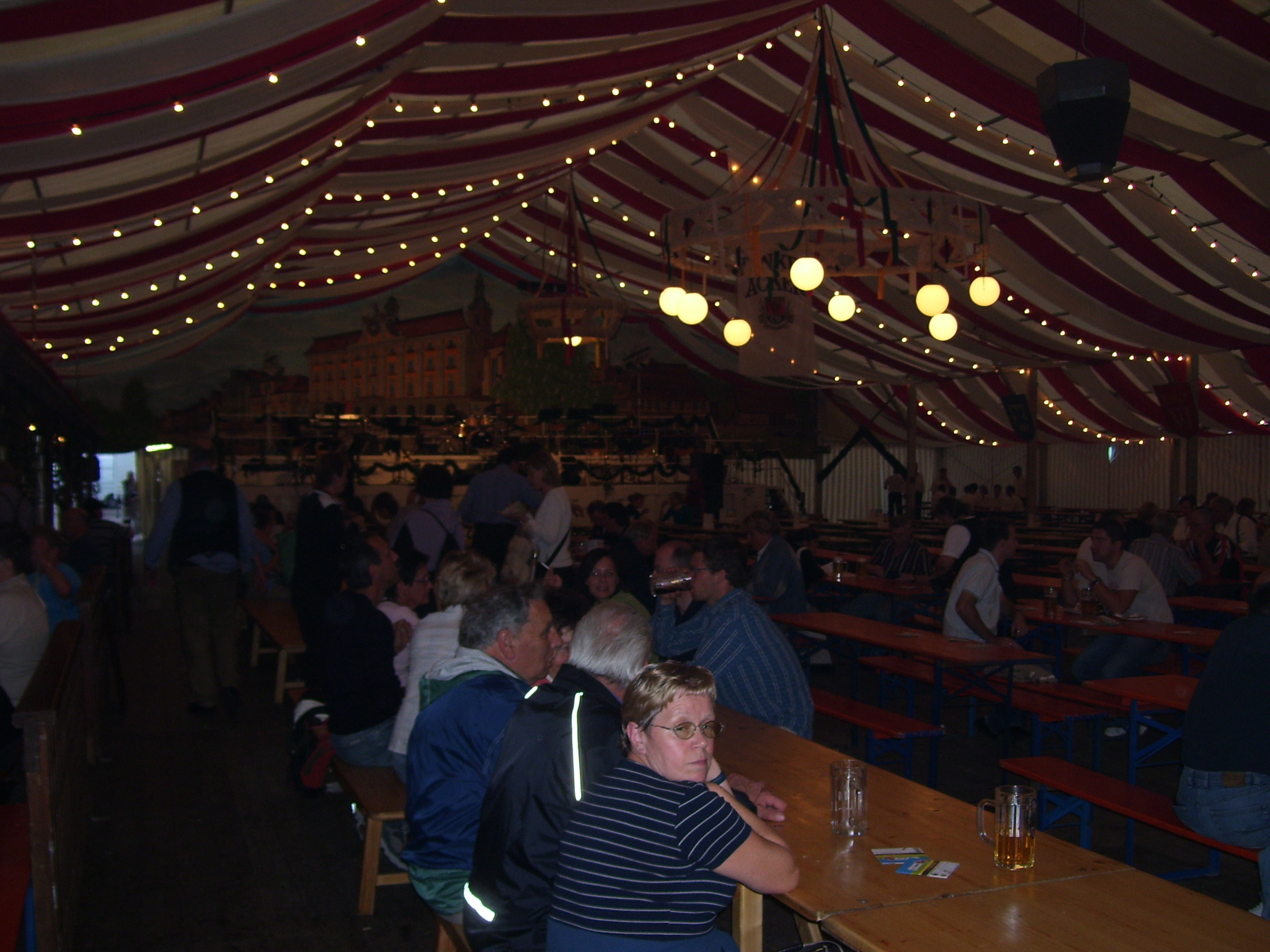
Im Innern des Festzelts
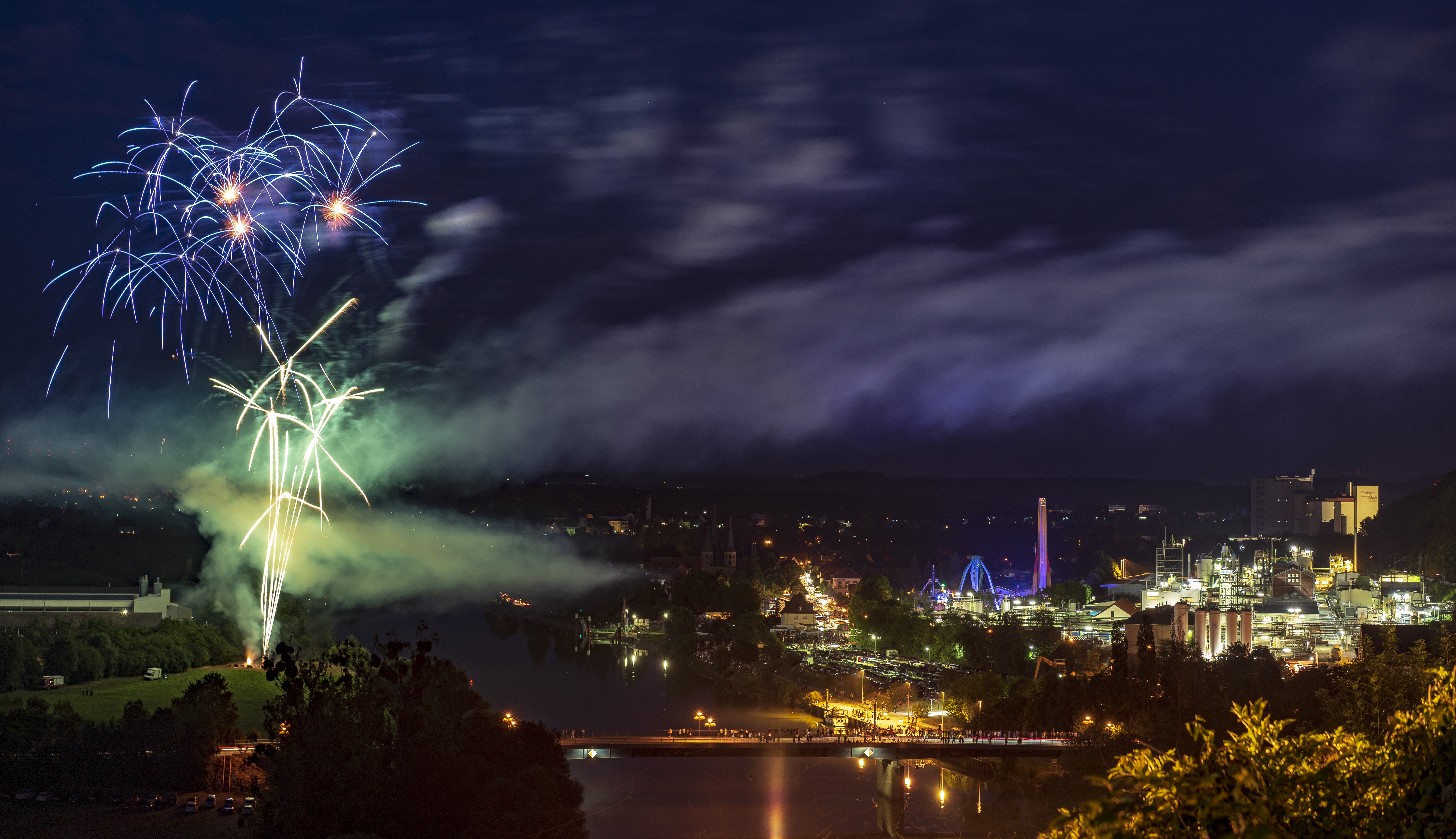
Feuerwerk beim Talmarkt 2018
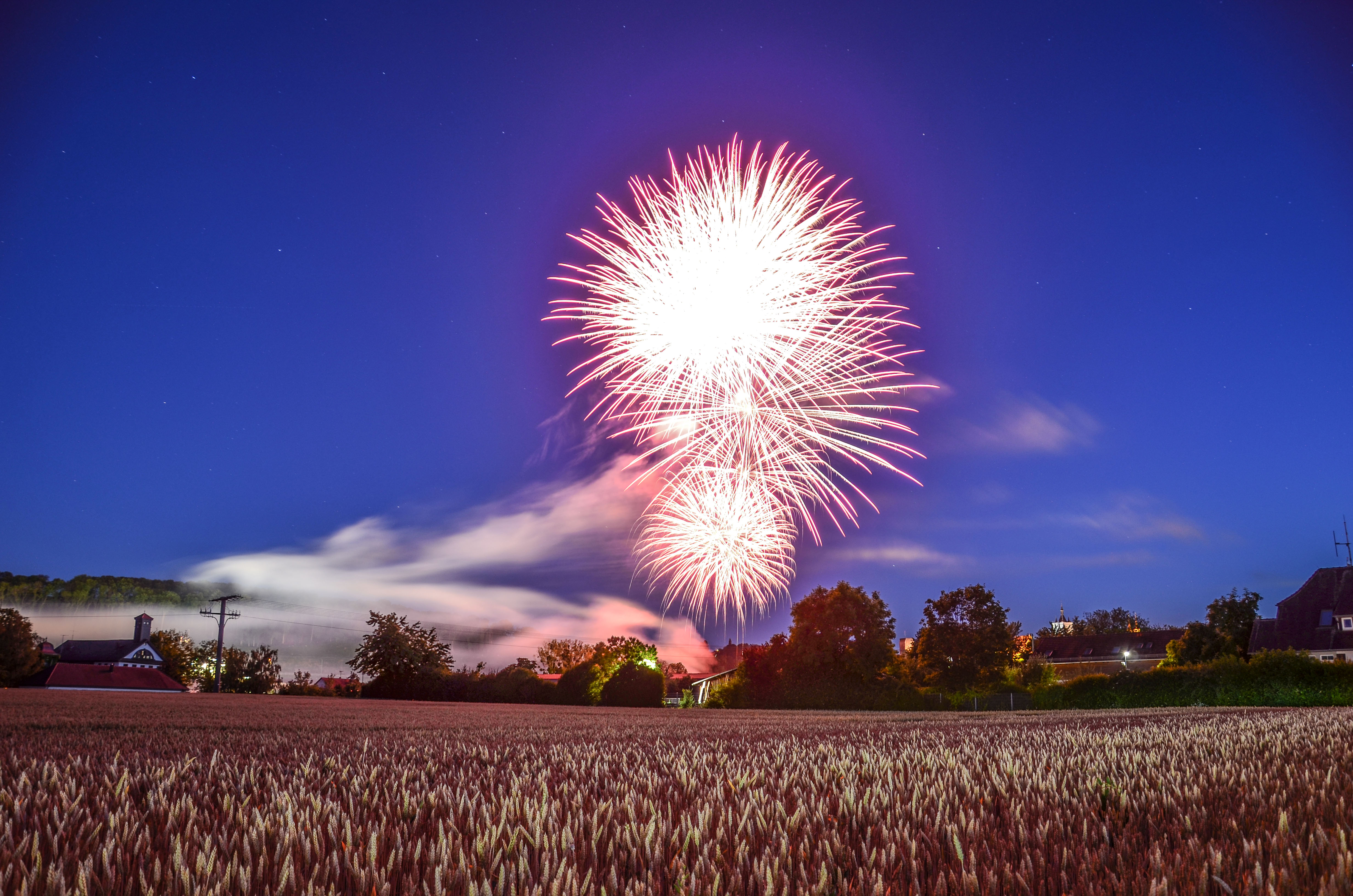
Feuerwerk 2019 von der B27 aus gesehen